# Lämlar
Lämlar (Lemmini) är en släktgrupp i underfamiljen sorkar (Arvicolinae). Gruppen bildas av släktena äkta lämlar (Lemmus), myrlämlar (Synaptomys) och skogslämmeln (Myopus schisticolor). Beroende på auktoritet ingår fyra till åtta arter i släktgruppen.

## Beskrivning
Arterna är små till medelstora och har en kort svans. Morfologiska skillnader till andra sorkar utgörs huvudsakligen i tändernas konstruktion.
Utbredningsområdet sträcker sig främst över norra delen av den holarktiska regionen. Med undantag av en enda art, Synaptomys cooperi, som förekommer i den tempererade zonen, lever alla lämlar i Arktis. Arterna vistas främst i våta habitat som fuktig tundra och skogar, träskmarker och myrområden. Under vintern lever individerna aktiva under snötäcket, de håller ingen vinterdvala.

## Systematik
Biologiska och molekylärgenetiska undersökningar visade att Lemmini utgör ett monofyletiskt taxon som antagligen skilde sig tidigt från andra sorkar. Idag delas släktgruppen oftast i tre släkten:
- Äkta lämlar (Lemmus)
- Myrlämlar (Synaptomys)
- Skogslämmel (Myopus schisticolor)

Den inre systematiken är inte helt utredd. Kanske är myrlämlar en parafyletisk grupp.